# ژان-ماری اوبرسون
ژان-ماری اوبرسون (انگلیسی: Jean-Marie Auberson; ۲ مهٔ ۱۹۲۰ – ۴ ژوئیهٔ ۲۰۰۴) رهبر (موسیقی) اهل سوئیس بود.